# Aslia
Genre
Aslia est un genre d'holothuries (concombres de mer) de la famille des Cucumariidae. Ils sont parfois appelés « lèche-doigts ».

## Description et caractéristiques
Ce sont des concombres de mer sessiles et cryptiques, dont le corps est généralement dissimulé dans une anfractuosité ou dans le sédiment, ne laissant dépasser que la bouche et les grands tentacules arborescents qui l'entourent. Ceux-ci lui servent à capturer le plancton et la matière organique qui dérive dans le courant ; pour s'en nourrir, ces bras se rapportent cycliquement à la bouche, d'où le nom vernaculaire de « lèche-doigts ».

## Liste des espèces
Selon World Register of Marine Species (9 juillet 2014) :
- Aslia forbesi (Bell, 1886)
- Aslia lefevrei (Barrois, 1882)
- Aslia punctata (Ludwig, 1875)
- Aslia pygmaea (Théel, 1886)
- Aslia sanctijohannis (Bell, 1887)
- Aslia spyridophora (H.L. Clark, 1923)